# Mayne Mannish
Джеррод Клеренс Хестон (англ. Jarrod Clarence Heston; род. 23 июня 1986), более известный под своим сценическим псевдонимом Mayne Mannish — американский рэпер из Окленда, Калифорния. Mayne Mannish является участником группы The Team. Группа, как и её участники в сольном творчестве, исполняет в направлении хип-хопа Западного побережья, а именно в хайфи стиле, демонстрируя разнообразие этого стиля в битах. Группа наиболее известна своими хитами «It’s Gettin' Hot» (2004) and «Hyphy Juice (В том числе и ремикс версией)» (2006). The Team также обрела популярность в конце 2005 года после выпуска синглов «Just Go» и «Bottles Up», которые вошли в их новый на тот момент альбом World Premiere, который занял 50-е место в чарте Billboard Top Independent Albums и 95-е место в чарте Billboard Top R&B/Hip-Hop Albums. Они также известны своей песней «Slow Down», которая появилась на внутриигровом радио в видеоигре Grand Theft Auto V 2013 года. Mayne Mannish выделяется и как сольный исполнитель. Он выпустил множество синглов, включая «Right Back», «Burn Rubber», и «Foy», и появился в гостевом участии у таких исполнителей, как E-40, John Hart, Eric Bellinger, Husalah и Omega Crosby.

## Дискография

### Сольная дискография
2012 Body Hot (4-х трековый мини-альбом, хостом которого является Dj Mind Motion)
Mayne Mannish
- 2016: «Guilty Pleasure»

### Синглы/видео
| Информация о сингле                                         |
| ----------------------------------------------------------- |
| «Burn Rubber» - Выпущен: 2013                               |
| «Stop Playin' with Me (feat. Clyde Carson)» - Выпущен: 2013 |
| «Put It in Yo Mouth» - Выпущен: 2016                        |
| «Foy (feat. Jonn Hart)» - Выпущен: 2016                     |
| "Candy Paint (feat. Clyde Carson " - Выпущен: 2013          |
| «Body Hot» - Выпущен: 2016                                  |
| «Right Back (feat. Eric Bellinger)» - Выпущен: 2014         |
| «Tell Me What It Is» - Выпущен: 2010                        |
| «Where It’s At (feat. VGO)» - Выпущен: 2016                 |
| «Bitch Go That Way (feat. E-40)» - Выпущен: 2016            |